# Herz (Familie)
Herz ist der Name einer deutschen Unternehmerfamilie, die mit Tchibo verbunden ist. Die Familienmitglieder zählen zu den reichsten Deutschen.
Max Herz (1905–1965) gründete im Jahre 1949 zusammen mit Carl Tchiling-Hiryan den Kaffeeversandhandel Tchibo. Der Name leitete sich aus dem Namen Tchilling und Bohnen ab. Tchilling verließ kurze Zeit später jedoch das Unternehmen.
Max Herz heiratete 1940 Ingeburg König (1920–2015). Das Paar hatte fünf Kinder:
- Günter Herz (* 1940),
- Joachim Herz (1941–2008),
- Michael Herz (* 1943),
- Wolfgang Herz (* 1950),
- Daniela Herz-Schnoeckl (* 1954).

Max Herz starb 1965. Sein Sohn Günter Herz führt das Unternehmen weiter. Tchibo erwarb 1974 eine Minderheitsbeteiligung an der Beiersdorf AG und 1980 die Mehrheitsbeteiligung an Reemtsma. Nach Differenzen um die Unternehmensführung schied Michael Herz aus der Unternehmensführung aus. Anfang 2001 gab Günter Herz seinen Vorstandsvorsitz  in der Tchibo Holding AG, die seit 2007 unter dem Namen Maxingvest firmiert, ab.
Im Jahre 2003 wurden Günter Herz und Daniela Herz abgefunden, die mit dem Kapital die Mayfair Vermögensverwaltung gründeten. Michael Herz und Wolfgang Herz sind Anteilseigner an Maxingvest. Weitere Anteile entfallen auf die Max und Ingeburg Herz Stiftung und die Joachim Herz Stiftung.